# Писемские
Писемские — древний дворянский род.
Род внесён в VI и II части родословных книг Владимирской, Костромской, Екатеринославской и Уфимской губерний.
Род Писемских разделился на несколько ветвей:
1. Потомство Андрея Писемского, жившего в 1-й половине XVI века.Фёдор Андреевич († 1592) посол в Польше (1581 и 1585), Англии (1582—1583), наместник черниговский, думный дворянин, посол на съезде с шведскими послами на реке Плюсъ (1590). Иван Андреевич осадный голова в Туле (1583-1584), Дедилове (1585), Белёве (1590), Новосиле (1591). Гавриил Иванович межевал шведскую границу (1618). Неупокой Иванович участник московского осадного сидения (1610), подписался на грамоте об избрании на царство Михаила Фёдоровича Романова (1613).
2. Потомство Семёна Писемского, жившего в 2-й половине XVI века. Иван Маркианович убит литовцами († 1617).
3. Потомство Ивана Писемского жившего около половины XVII века.
4. Потомство Григория Писемского жившего в 1-й половине XVII века. Самсон Григорьевич погиб под Могилёвым († 1659)[1].

Фамилия образована от наименования реки Письмы, по берегам которой располагались родовые земли.

## История рода
Род сосуществовал уже в XV веке. В синодике ростовского Успенского собора Стефан Павлович Писемский, погибший под Казанью (1469), записан с титулом - Князь.
Дети боярские Иван Васильевич и Иван-Виляй Писемские сопровождали в Литву великую княжну Елену, дочь Иоанна III, невесту литовского великого князя Александра (1495). Василий Иванович убит татарами в Костроме (1536).
В конце XVI века многие Писемские были воеводами.
Из Костромской ветви рода происходил известный писатель Писемский, Алексей Феофилактович.

## Описание гербов

#### Герб Писемских 1785 г.
В Гербовнике Анисима Титовича Князева имеется печать с гербом Ивана Даниловича Писемского. Герб вполне сходен с официально утвержденным, с небольшими различиями: щит разделен горизонтально на две равные части и нижняя половина разделена вертикальной чертой на две части. В верхней части, имеющей синее поле, изображен золотой крест. В нижней правой части, имеющей поле карминного цвета, изображены два серебряных копья. В нижней левой части, имеющей золотое поле, изображена коричневая стрела, летящая диагонально к левому углу.  Щит увенчан дворянским шлемом, из которого выходят три страусовых пера. Вверху, над страусовыми перьями, изображена дворянская корона. Щит стоит на земле и вокруг него изображены знамёна, копья, сабли, пушки, ядра, трубы, барабаны.

#### Герб. Часть V. № 56.
Щит разделён горизонтально на две части, из них в верхней в голубом поле изображён золотой крест. В нижней части в правом, пурпуровом поле, крестообразно положены два золотых копья, остриями вверх. В левом, красном поле, раздвоенная серебряная стрела, летящая диагонально к правому верхнему углу.
Щит увенчан дворянскими шлемом и короной. Нашлемник: три страусовых пера. Намёт на щите голубой, подложенный золотом.

## Известные представители
- Писемский Гаврила Иванович — воевода в Сургуте (1603), Томске (1604), Невеле (1616).
- Писемский Иван Прохорович — воевода в Березове (1620—1622), Белёве (1626)[4], московский дворянин (1627—1640).
- Писемский Семён Данилович — тульский городовой дворянин (1627—1629).
- Писемский Яков Гаврилович — московский дворянин, патриарший стольник (1627—1640).
- Писемский Корнилий Терентьевич — стольник (1692).
- Писемские: Григорий Семенович, Терентий Григорьевич, Федот Гаврилович — московские дворяне (1690—1692)[5].